# Uwe Bicker
Uwe Bicker (* 14. Juni 1945 in Halle (Saale)) ist ein deutscher Onkologe.

## Leben
Bicker studierte zunächst Chemie und promovierte 1972 an der Akademie der Wissenschaften der DDR. Ein Studium der Humanmedizin schloss er 1983 an der Universität Heidelberg mit der Promotion ab.
Bicker arbeitete ab 1975 in Führungspositionen bei Boehringer Mannheim, 1994 wechselte er zu Hoechst. 1976 habilitierte er sich an der Medizinischen Fakultät Mannheim für das Fach Experimentelle Chemotherapie. Seit 1983 ist er außerplanmäßiger Professor an der Universität Heidelberg. Seit Oktober 2011 war er hauptamtlicher Leiter der Medizinischen Fakultät Mannheim, seit Januar 2012 Dekan. Zum Oktober 2015 übergab er das Amt an Sergij Goerdt.
Daneben ist er ein Kuratoriumsmitglied der Internationalen Martin Luther Stiftung und der Schirn Kunsthalle Frankfurt. Zudem war er von 2008 bis 2010 Mitglied im Kuratorium der gemeinnützigen Bertelsmann Stiftung.
Im März 2013 verlautete, dass Bicker für einen fragwürdigen, vorzeitig im Jahre 2010 aufgelösten Beratervertrag mit Siemens aus dem Jahr 2008 insgesamt eine Million Euro erhalten habe.

## Ehrungen
- 2005: Ehrensenator der Universität Heidelberg
- 2007: Bundesverdienstkreuz 1. Klasse
- 2007: Ehrendoktor der Medizinischen und Pharmazeutischen Universität Iuliu Hațieganu, Cluj Napoca
- 2011: Hessischer Verdienstorden